# Blue Skies (film, 1967)
Pour les articles homonymes, voir Blue Skies.

Blue Skies est un film hongkongais réalisé par Hsieh Chun, sorti en 1967 au cinéma.
Il est l'un des rares films où Cheng Pei-pei, plus connue pour ses rôles de films de cape et d'épée, est employée dans un rôle correspondant à sa formation de danseuse.

## Synopsis
Une jeune ballerine voit un horizon d'opportunités s'ouvrir à elle. Ses rêves se fracasseront-ils sur la surface chatoyante mais implacablement dure du miroir aux alouettes tendu aux jeunes aspirantes par un showbiz pour lequel l'opportunisme tient lieu d'éthique ?

## Fiche technique
- Titre : Blue Skies
- Réalisation : Hsieh Chun
- Scénario : Wong Lau-chiu
- Société de production : Shaw Brothers
- Pays d'origine : Hong Kong
- Format : Couleurs - 2,35:1 - Mono - 35 mm
- Genre : drame
- Durée :
- Date de sortie : 1967

## Distribution
- Peter Chen Ho : Li Yan Nan
- Cheng Pei-pei : Chen Yun, une jeune ballerine
- Yueh Hua : membre de la troupe de danse
- Margaret Tu Chuan : Hong Ling
- Carrie Ku Mei : elle-même
- Tien Feng : directeur Hu
- Tsang Choh-lam : membre de la troupe de danse